# Gavin Schmitt
Gavin Schmitt (ur. 27 stycznia 1986) – kanadyjski siatkarz, reprezentant kraju, grający na pozycji atakującego. Po ukończeniu sezonu 2019/2020 w południowokoreańskiej drużynie Suwon KEPCO Vixtorm postanowił zakończyć karierę siatkarską.
W latach 2009–2012 występował w lidze koreańskiej, w drużynie Samsung Bluefangs, gdzie w jednym z meczów w sezonie 2011/12 zdobył 58 punktów, ustanawiając tym wynikiem rekord Świata. Wcześniej, w sezonie 2010/11 zdobył 57 punktów w jednym meczu.

## Sukcesy klubowe
Puchar KOVO:
- 2009

Mistrzostwo Korei Południowej:
- 2010, 2011, 2012

Mistrzostwo Turcji:
- 2015

Klubowe Mistrzostwa Ameryki Południowej:
- 2016

Puchar Ligi Greckiej:
- 2019

Mistrzostwo Grecji:
- 2019

## Sukcesy reprezentacyjne
Puchar Panamerykański:
- 2008, 2009
- 2011

Mistrzostwa Ameryki Północnej, Środkowej i Karaibów:
- 2013
- 2011

Igrzyska Panamerykańskie:
- 2015

## Nagrody indywidualne
- 2008 - Najlepszy atakujący Pucharu Panamerykańskiego
- 2009 - Najlepszy punktujący Pucharu Panamerykańskiego
- 2011 - Najlepszy punktujący oraz atakujący Pucharu Panamerykańskiego
- 2015 - MVP, najlepszy punktujący, atakujący, serwujący finału o Mistrzostwo Turcji
- 2015 - Najlepszy punktujący i serwujący Igrzysk Panamerykańskich
- 2016 - Najlepszy atakujący Światowego Turnieju Kwalifikacyjnego